# Tom Price (američki političar)
Dr. med. Tom Price (Lansing, Michigan, 8. listopada 1954.) američki je liječnik i političar, član Republikanske stranke. Trenutno obnaša dužnost Ministra zdravstva i socijalne skrbi u vladi Donalda Trumpa i predsjednika Senatskog odbora za zdravstvo, rad i mirovniski sustav.
Poznati je kritičar Obamacarea i aktivist za zaštitu prava nerođene djece i promicatelj kulture života.

## Životopis
Rođen je u Lansingu u Michiganu 1954. godine, ali je odrastao u gradu Dearbornu, gdje je pohađao Srednju školu Johna Adamsa. Naslov doktora medicine stječe na Medicinskom fakultetu Michiganskog sveučilišta, nakon čega je 20 godina radio u privatnoj klinici kao ortopedski kirurg. Bio je i ravnatelj kliničkog odjela ortopedske kirurgije pri Bolnici Grady Memorial u Atlanti.
Oženjen je političarkom Betty Price, zastupnicom Državnog senata Georgije u više mandata, s kojom ima sina Roberta, također političara. Prema vjerskoj pripadnosti izjašnjava se prezbitarijancem, ali i simpatizerom katoličanstva zbog njegova zalaganja za zaštitu života. Istaknuti je pro-life aktivist i protivnik legalizacije pobačaja.

## Politička karijera
U politiku ulazi izborom u Savezni senat Georgije na područnim izborima 1993. godine pobijedivši kandidata Demokratske stranke u 56. izborno okrugu. Ponovno je izabiran 1996., kada pobjeđuje demokratskog protukandidata sa 71% u prvom krugu, 1998., kada je izabran u druom krugu sa 75% glasova te 2000. i 2005., kada ponovno uvjerljivo pobjeđuje Demokrate. Kao državni senator Georgije, u dvanaestogodišnjem mandatu bio je član ili predsjednik saveznih odbora za gospodarski razvoj, turizam, etiku, obrazovanje, zdravstvo i socijalnu skrb te zakone.
Nakon povlačenja kandidature stranačkog kolege Johnyja Isaksona za Zastupnički dom Sjedinjenih Država, Price je na parlamentarnim izborima 2004. godine u prvom krugu osvojio dva od tri savezna okruga, no nije uspio prijeći 50% glasova potrebnih za republikansku nominaciju. Nakon što je u drugom krugu pobijedio stranačkog protuandidata s 54% glasova, izabran je zastupnika u Zastupničko domu. Osvojio je i izbore 2006. (82%), 2008. (68%), 2010. (99%), 2012. (65%) i 2016. (61%), gotovo sve s dvotrećinskom većinom biračkih glasova. Jedan je od rijetkih Republikanskih, i američkih političara uopće, kojemu je uspjelo šest puta zaredom osvojiti mandat u Zastupničkom domu u istoj izbornoj jedinici.
Na prijedlog Donalda Trumpa, 10. siječnja 2017. potvrđen je za Ministra zdravstva i socijalne skrbi s 52 glasa za i 47 glasova protiv.